# Dick Plat
Albertus Clementz Jozef Dick Plat (Volendam, 14 september 1950) is een muzikant die bij The Skyriders, Left Side, Canyon en BZN heeft gespeeld.

## Biografie
Plat begon zijn muzikale carrière rond 1967 in The Skyriders, maar al snel maakte hij de overstap naar Left Side. Na daar negen jaar gespeeld te hebben, ging hij naar de band Canyon - vooral bekend van het nummer Mooi Volendam, dat nooit een hit is geworden. De laatste twee bands brachten ook eigen repertoire, waaronder nummers van Plats hand. Het nummer Mooi Volendam is in Volendam uitgeroepen tot plaat van de eeuw.

### Bij BZN
Op 27 mei 1988 kwam Plat bij BZN, als vervanger voor toetsenist Thomas Tol. Sinds het najaar van 2003 speelde hij ook saxofoon op de bühne bij BZN. Naast liedjes voor BZN en zijn eerdere bands schreef Plat ook liedjes voor artiesten als Wolter Kroes, Maribelle (en Spryng). Ook deed Dick in het verleden productiewerk voor Linda Schilder, een achternicht van zangeres Anny Schilder.
Samen met Jack Veerman en andere Volendamse artiesten trad hij af en toe op in de Sgt. Pepper Lonely Hearts Club Band, een gelegenheidsformatie die alleen maar Beatle-nummers speelde.
Tegenwoordig speelt Plat bij All the Best, samen met Fred Snel en ex-BZN collega John Meijer. Heel af en toe doet Carola Smit een gastoptreden bij deze formatie.

### Met Carola and Friends
Toen op 15 februari 2006 bekend werd gemaakt dat BZN het na 42 jaar voor gezien hield, besloten Carola Smit en Plat al gauw verder te gaan in de muziek. De formatie Carola and Friends werkte aan nummers, en in het voorjaar van 2008 kwam het debuutalbum Carola Smit uit.